# Rima Delisle
La Rima Delisle è una struttura geologica della superficie della Luna.